# 10984 Gispen
A 10984 Gispen (ideiglenes jelöléssel 3507 T-3) egy marsközeli kisbolygó. Cornelis Johannes van Houten,  Ingrid van Houten-Groeneveld és Tom Gehrels fedezte fel 1977. október 16-án.